# Tensor de Codazzi
Els tensors de Codazzi (així anomenats pel seu descobridor, Delfino Codazzi) apareixen de manera natural en l'estudi de les varietats riemannianes amb curvatura harmònica o tensor de Weyl harmonic. De fet, l'existència de tensors de Codazzi imposa condicions estrictes al tensor de curvatura de la varietat.
DefinicióSigui {\displaystyle (M,g)} una varietat riemanniana n-dimensional amb {\displaystyle n\geq 3}, sigui {\displaystyle T} un tensor i sigui {\displaystyle \nabla } una connexió de Levi-Civita en la varietat. Aleshores diem que el tensor {\displaystyle T} és un Tensor de Codazzi si {\displaystyle (\nabla _{X}T)g(Y,Z)=(\nabla _{Y}T)g(X,Z)}.